# Xanthorhoe georgi
Xanthorhoe georgi är en fjärilsart som beskrevs av Meissl 1909. Xanthorhoe georgi ingår i släktet Xanthorhoe och familjen mätare. Inga underarter finns listade i Catalogue of Life.